# Desirée Bassett
Desirée Bassett (New Haven, Connecticut, 11 september 1992) is een Amerikaans gitariste.

## Levensloop
Bassett begon op driejarige leeftijd op een kleine gitaar te spelen en deed op achtjarige leeftijd mee aan haar eerste wedstrijd. Als negenjarige kreeg ze zang- en gitaarles als deelneemster aan een programma voor jongeren aan de Universiteit van Connecticut.
Ze werd gevraagd voor de liveband van de Cirque du Soleil Michael Jackson: The Immortal World Tour, waarin ze de leadgitaar speelde. Hiermee speelde ze 501 shows in de hele wereld. Ook speelde ze leadgitaar met Sammy Hagar.

## Discografie
- Power & Force (oktober 2008)
- Power & Force II (juni 2009)
- A Bit Above (november 2010)

## Trivia
- Zelf schrijft ze haar naam als Desiree' Bassett, met een apostrof achter de tweede e.[2][4]